# Hans-Jörg Vogl

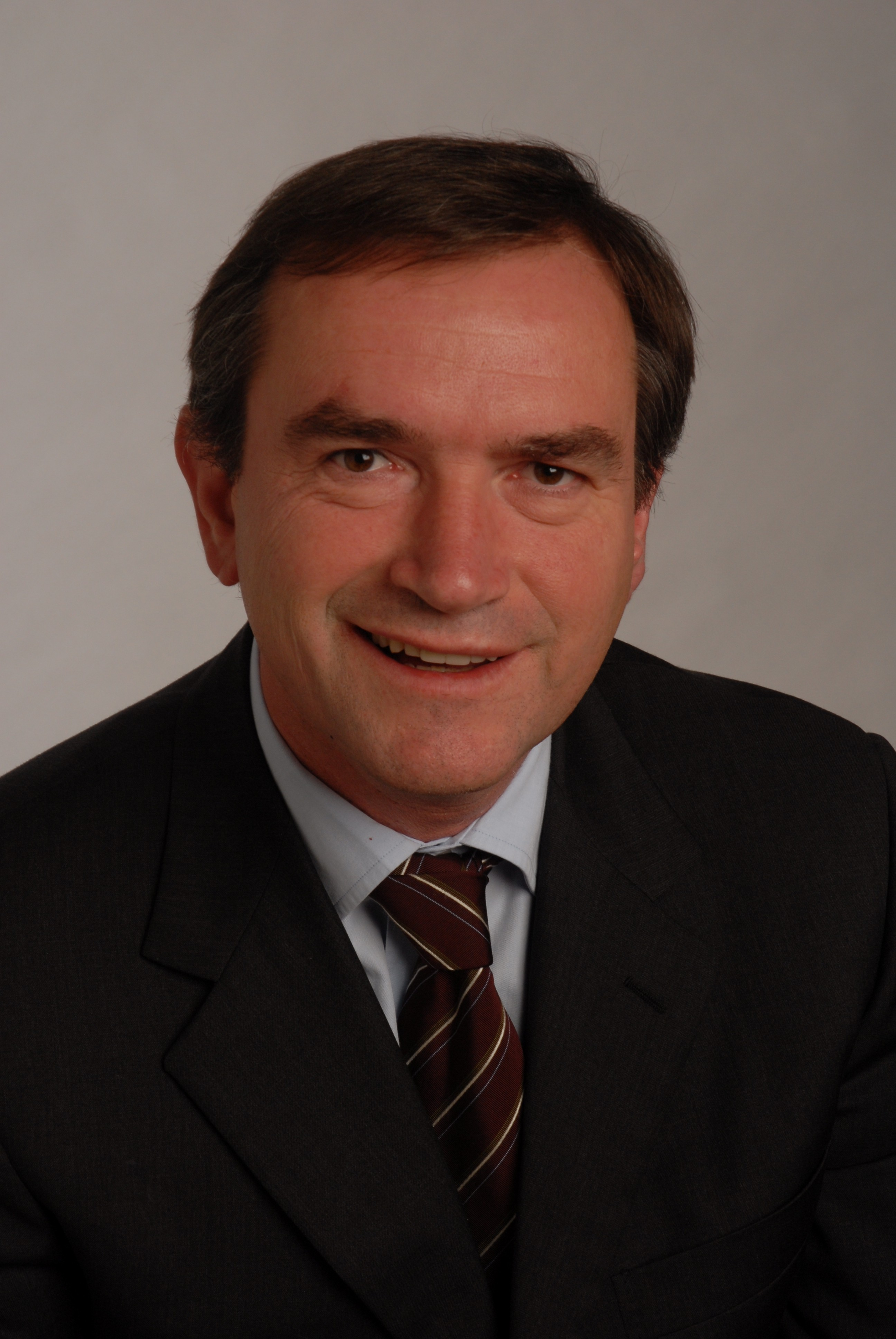
Hans-Jörg Vogl (2015)

Hans-Jörg Vogl (* 19. Oktober 1956 in Dornbirn) ist ein österreichischer Rechtsanwalt, Sachverständiger für Versicherungsrecht und akademisch geprüfter Versicherungskaufmann. Er ist Gründer der Vogl Rechtsanwalt GmbH, unterhält eine weitere Anwaltsunternehmung in Schaanwald, Liechtenstein und eine Sprechstelle in Wien.

## Leben
Hans-Jörg Vogl wurde als Sohn eines Migranten aus Ex-Jugoslawien und einer Italienerin geboren. 
Er promovierte zum Doktor der Rechte mit 21 Jahren, absolvierte die Gerichtspraxis und war in weiterer Folge bei der damaligen Interunfall Versicherung in Vorarlberg als Schadenreferent tätig. Nach eineinhalb Jahren Tätigkeit als Schadenreferent absolvierte er in den USA ein Fortbildungsstudium und arbeitete dort bei der AIG ein halbes Jahr.
Zurück in Österreich, war er bei der damaligen Interunfall Versicherung in Wien tätig. Von dort aus wurde er zu Ausbildungszwecken nach Triest und dort zu einer Bank entsandt, anschließend war er wieder bei der Interunfall Versicherung in Wien beschäftigt. Nach einer steilen Karriere verließ er die Interunfall Versicherung im Jahr 1985 und eröffnete 1990 die jetzige Vogl Rechtsanwalt GmbH, die sich seither auf die Vertretung von Geschädigten gegen Versicherungen, Banken und Finanzdienstleister spezialisiert. 

## Arbeit und Wirken
Im AMIS-Skandal vertrat die Vogl Rechtsanwalt GmbH 4.000 Geschädigte und erwirkte Vergleiche für viele der Geschädigten. Der Prozess infolge des Konkurses des damals größten österreichischen Finanzdienstleisters AMIS resultierte in einer Verurteilung der Republik Österreich aus Gründen der mangelnden Finanzaufsicht und erlangte zusätzliche mediale Aufmerksamkeit durch die Flucht der beiden AMIS-Manager nach Südamerika.
In einem regionalen Anlage-Betrugsskandal der ISB AG vertrat Vogl 600 Personen. In den letzten zwei Jahrzehnten machte die Vogl Rechtsanwalt GmbH zahlreiche Ansprüche gegen Liechtensteiner Lebensversicherungen, wie etwa Vienna Life, Swiss Life, Prisma, Liechtenstein Life, Quantum, Aspecta und Generali erfolgreich geltend und erwirkte Schadenersatz für 700 Versicherungsnehmer.
Zudem vertrat Vogl im VW-Abgasskandal mehrere VW-Kunden und erwirkte in einem der ersten Urteile in Österreich, dass VW das Auto eines Kunden zurückkaufen musste.

## TV-Auftritte
Vogl tritt regelmäßig in der ORF-Sendung Bürgeranwalt mit Moderator Peter Resetarits auf. In der Sendung vom 12. Juni 2013 vertrat er die Ehefrau eines Motorradfahrers, die als Mitfahrende bei der Kollision mit einem plötzlich links abbiegenden Traktor schwer verletzt wurde, gegen die Haftpflichtversicherung des Traktorfahrers. Am 22. Februar 2014 argumentierte er die falsche Beratung einer Familie durch ihre Versicherung, die sich weigerte, den Schaden des Vollbrandes ihres Hauses zur Gänze zu zahlen. Am 7. Juni 2014 diskutierte er in der Sendung mit dem Rechtsanwalt einer Bank, durch deren falsche Beratung in der Kreditfinanzierung seine Klienten einen Verlust von 150.000 Euro erlitten hätten. Zuletzt vertrat er in der Sendung eine nach einem Reitunfall querschnittsgelähmte Vorarlbergerin, der ihre Versicherung nur einen Bruchteil der Versicherungssumme zahlen wollte.